# Hostel (série de films)
Pour les articles homonymes, voir Hostel.
 Pour plus de détails, voir Fiche technique et Distribution
Hostel ou L'Auberge (au Québec) est une série de films d'horreur américaine réalisée par Eli Roth pour les deux premiers films et Scott Spiegel pour le troisième.
Cette série est composée de trois opus :
- Hostel (L'Auberge), sorti en 2005 ;
- Hostel, chapitre II (L'Auberge II), sorti en 2007 ;
- Hostel, chapitre III (L'Auberge III), sorti en vidéo en 2011.

Les acteurs principaux sont Jay Hernández dans le rôle de Paxton, Derek Richardson dans le rôle de Josh et Eyþór Guðjónsson dans le rôle d'Oli. 

## Fiche technique
| Équipe technique           | Films             | Films                      | Films                       |
| Équipe technique           | Hostel (2006)     | Hostel, chapitre II (2007) | Hostel, chapitre III (2011) |
| -------------------------- | ----------------- | -------------------------- | --------------------------- |
| Réalisateurs               | Eli Roth          | Eli Roth                   | Scott Spiegel               |
| Producteurs                | Eli Roth          | Boaz Yakin                 | Mike Fleiss                 |
| Producteurs                | Quentin Tarantino |                            |                             |
| Producteurs                | Scott Spiegel     |                            |                             |
| Scénaristes                | Eli Roth          | Eli Roth                   | Michael D. Weiss            |
| Compositeurs               | Nathan Barr       | Nathan Barr                | Frederik Wiedmann           |
| Photographie               | Milan Chadima     | Milan Chadima              | Andrew Strahorn             |
| Monteur(s)                 | George Folsey Jr. | George Folsey Jr.          | Brad E. Wilhite             |
| Budget                     | 4 800 000 $       | 10 200 000 $               | 22 000 000 $                |
| Durée                      | 94 minutes        | 94 minutes                 | 88 minutes                  |
| Dates de sortie États-Unis | 6 janvier 2006    | 8 juin 2007                | 27 décembre 2011            |
| Genre                      | Horreur           | Horreur                    | Horreur                     |
| Distributeur               | Lionsgate         | Lionsgate                  | Lionsgate                   |

## Distribution et personnages
| Équipe du tournage             | Films               | Films                      | Films                       |
| Équipe du tournage             | Hostel (2006)       | Hostel, chapitre II (2007) | Hostel, chapitre III (2011) |
| ------------------------------ | ------------------- | -------------------------- | --------------------------- |
| Paxton                         | Jay Hernández       | Jay Hernández              |                             |
| Josh                           | Derek Richardson    |                            |                             |
| Le chef du gang Bubblegum      | Patrik Zigo         | Patrik Zigo                |                             |
| Desk Clerk                     | Milda Havlas        | Milda Havlas               |                             |
| Oli                            | Eyþór Guðjónsson    |                            |                             |
| L’homme d’affaires néerlandais | Jan Vlasák          |                            |                             |
| L’homme d’affaires américain   | Rick Hoffman        |                            |                             |
| Natalya                        | Barbara Nedeljakova |                            |                             |
| Svetlana                       | Jana Kaderabkova    |                            |                             |
| Alexeï "Alex"                  | Lubomir Bukovy      |                            |                             |
| Kana                           | Jennifer Lim        |                            |                             |